# Aimé Haegeman
Aimé Haegeman (Stabroek, 19 ottobre 1861 – Etterbeek, 19 settembre 1935) è stato un cavaliere belga, vincitore di una medaglia d'oro nella prova di salto nell'equitazione ai Giochi olimpici di Parigi 1900.

## Palmarès
| Anno | Manifestazione  | Sede   | Evento | Risultato |
| ---- | --------------- | ------ | ------ | --------- |
| 1900 | Giochi olimpici | Parigi | Salto  | Oro       |